# Nikhil Rathi
Nikhil Rathi (nacido el 5 de agosto de 1979) es el director ejecutivo de la Autoridad de Conducta Financiera (FCA) del Reino Unido.

## Biografía
Rathi, de ascendencia india, creció en Barrow-in-Furness, Cumbria, como hijo de Madhu y el Dr. Rajendra Rathi, un magistrado local. Su familia se mudó allí cuando él tenía tres años. Se educó en la Chetwynde School y más tarde en el St Anne's College, Oxford, donde obtuvo una licenciatura de primera clase en Filosofía, Política y Economía. Además, fue campeón de tenis en Cumbria en la categoría sub-12.
De 2005 a 2008, Rathi se desempeñó como secretario privado de los primeros ministros británicos Tony Blair y Gordon Brown.
Desde 2009 hasta 2014, trabajó para el Tesoro de Su Majestad, donde ocupó el cargo de director del grupo de servicios financieros, liderando los intereses financieros del Reino Unido en la UE y a nivel internacional.
En mayo de 2014, se unió a la Bolsa de Valores de Londres (LSE) como jefe de personal y director de desarrollo internacional, y en 2015 fue nombrado CEO.
En junio de 2020, el Tesoro británico designó a Rathi como nuevo director ejecutivo de la FCA, sucediendo a Andrew Bailey, quien asumió el puesto de gobernador del Banco de Inglaterra en marzo de 2020. Christopher Woolard, que había estado actuando como CEO interino, también fue reemplazado en este rol. Rathi tomó posesión del cargo en octubre de 2020. 

## Vida personal
Rathi está casado, tiene tres hijos y reside en Londres.